# Kiyohide Hayakawa
Kiyohide Hayakawa (japanisch 早川 紀代秀 Hayakawa Kiyohide; * 14. Juli 1949 in der Präfektur Hyōgo; † 6. Juli 2018 in Fukuoka) war ein Bauingenieur, Sektenmitglied und Terrorist, der für seine Beteiligung am Giftgasanschlag in der Tokioter U-Bahn 1995 zum Tode verurteilt und hingerichtet wurde.
Nach seinem Beitritt zur Ōmu Shinrikyō Sekte 1990 übernahm er das Amt des Ministers für Bauwesen in dieser Hierarchie und war in dieser Funktion u. a. an der Gewinnung von Uran für die Herstellung von Atomwaffen beteiligt.

## Lebensgeschichte
Kiyohide Hayakawa wurde 1949 geboren und war das einzige Kind eines Fabrikangestellten. In der Schule wurde er als hilfsbereit, aber bei Frustrationen durchaus gewalttätig beschrieben. Hayakawa besuchte die Universität von Kobe und studierte Landwirtschaft, darüber hinaus gehörte er dem Luftfahrtverein an. 
Nach dem Abschluss studierte er Agrarbauingenieurwesen an der Osaka Universität. Er wurde danach von einem führenden Tiefbauunternehmen eingestellt und war verantwortlich für die Entwicklung von Golfplätzen und Wohngebieten.
Er mochte Science-Fiction und Bücher über Übernatürliche Kräfte. Nach fünf Jahren im Tiefbau wechselte Hayakawa zu einem Designberatungsunternehmen in Osaka und heiratete eine zwei Jahre jüngere Frau; das Paar hatte keine Kinder.

### Leben bei Aum Shinrikyo
Nach dem Lesen eines Buches von Shoko Asahara trat er 1986 der Aum-Religion bei und gründete Aums Zweigstelle in Osaka.
1987 lehnte er ein Jobangebot einer renommierten Firma in Tokio ab und wurde einer der ersten Aum-Mönche, war von da als Handelsagent tätig.
Hayakawa reiste persönlich nach Australien, um im Namen der Aum-Religion eine 500.000 Hektar große Schaffarm namens Banjawarn Station zu erwerben, die für den Abbau von Uran und die Erprobung chemischer Waffen dienen sollte.
Ein hochrangiges Aum-Mitglied sagte 1997 vor Gericht aus, dass Aum die Pläne für ihre Sarin-Anlage aus russischer Quelle erhalten haben, und dafür 10 Millionen Yen an Oleg Lobov, den Sekretär des russischen Sicherheitsrates gezahlt habe. Der Sekretär von Lobov, habe die entsprechenden Daten an Hayakawa gesendet, und Berichten zufolge besuchte Hayakawa Lobov während seiner Reise nach Russland während des Zeitraums 1992–95.

### Verurteilung
Kiyohide Hayakawa wurde wegen Entführung, Mord an den drei Mitglieder der Familie Sakamoto und an Shuji Taguchi, zum Tode verurteilt.